# Trupanea arizonensis
Trupanea arizonensis är en tvåvingeart som först beskrevs av Malloch 1942.  Trupanea arizonensis ingår i släktet Trupanea och familjen borrflugor. Inga underarter finns listade i Catalogue of Life.